# 张清清
张清清（1947年—）本名张清雪，台湾演员。

## 生平
1947年出生于台北。后来在17岁的时候成为了天祥影业公司的演员，并出演《义犬救子》等多部作品，与陈云卿等人为当时的台湾影坛做出了巨大的贡献。
后在台湾电影产业没落的时候，张清清转投国语片坛，被童月娟的新华公司和导演郭南宏看中，并让其出演一些电影作品，其出演的角色也逐渐从文艺类型的角色改变成了动作类型的角色。
其在1972结婚，并脱离了演艺圈，目前已经息影。

## 外部連結
- 张清清在互联网电影资料库（IMDb）上的資料（英文）
- 张清清在香港影庫上的簡介
- 张清清在豆瓣上的资料（简体中文）